# Cellvibrionales
Ordre
Les Cellvibrionales sont un ordre de bacilles à Gram négatif de la classe des Gammaproteobacteria. Son nom provient du genre Cellvibrio qui est le genre type de cet ordre.

## Taxonomie
Cet ordre est créé en 2015 pour recevoir cinq familles isolées de l'environnement marin, décrites par la même occasion.

## Liste de familles
Selon la LPSN (8 novembre 2022) :
- Cellvibrionaceae Spring et al. 2015
- Halieaceae Spring et al. 2015
- Microbulbiferaceae Spring et al. 2015
- Porticoccaceae Spring et al. 2015
- Spongiibacteraceae Spring et al. 2015